# Magherafelt
Magherafelt (en gaèlic irlandès Machaire Fíolta, que vol dir "plana de Fiolta", en scot-ulster Macherafelt) és una vila d'Irlanda del Nord, al comtat de Derry, a la província de l'Ulster. És la ciutat més gran al sud de la província i és el centre social, econòmic i polític de la zona. Es troba a 56 kilòmetres de Belfast.

## Demografia
Magherafelt és classificada com a petita ciutat pel Northern Ireland Statistics and Research Agency (NISRA) (població entre 4.500 i 10.000 habitants). Segons el cens de 2001 hi havia 8,372 persones vivint a Magherafelt. De les quals:
- 27,1% tenen menys de 16 anys i el 13,7% tenen més de 60 anys
- 48,7% de la població és masculina i el 51,3% és femenina.
- 56,2% són catòlics irlandesos i el 41,8% són protestants
- 3,4% dels habitants entre 16–74 estan a l'atur.

Per a més detalls: NI Neighbourhood Information Service

## Història
Magherafelt està documentada com una ciutat des de 1425. Després de la colonització de l'Ulster la ciutat es va formar a partir d'un diamant al centre de la ciutat. Durant el conflicte d'Irlanda del Nord 11 persones van perdre la vida a o a prop de Magherafelt en relació amb el conflicte.

## Galeria d'imatges

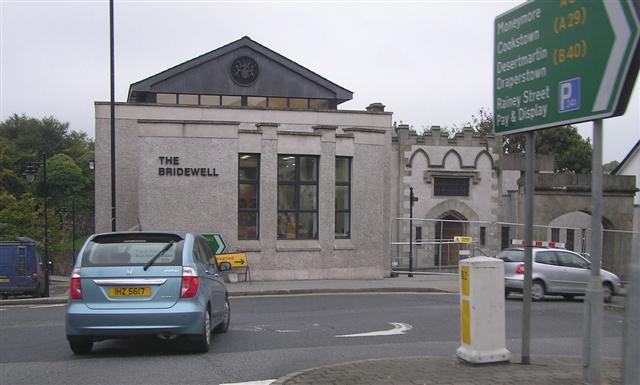
The Bridewell
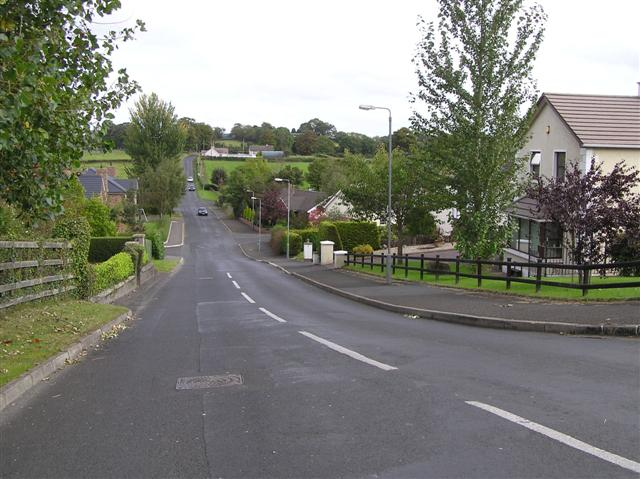
Ballyheifer Road
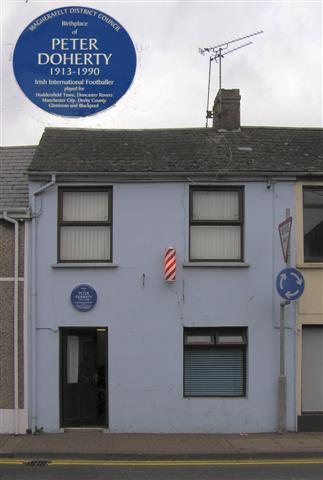
Lloc de naixement de Peter Doherty

## Personatges il·lustres
- Peter Dermot Doherty, futbolista i entrenador.
- Laura Pyper, actriu